# 全民所有制企业
全民所有制企业，即全民所有制工业企业，是中华人民共和国国有企业的一种，名下所有财产都归全民所有（即国家所有）。全民所有制企业是一种非公司制的经济组织，可以受政府委托行使行政管理职能。
全民所有制企业管理遵循《中华人民共和国全民所有制工业企业法》，管理体系主要由厂长、职工代表大会组成。全民所有制企业厂长（或经理），由政府任命或职工代表大会选举产生。全民所有制企业职工属于国家工人，其编制由政府劳动部门核定，企业不得自行超编制增加人员。同时，政府对全民所有制企业承担无限责任。

## 编制定员
依据《全民所有制公司职工管理规定》，全民所有制企业应当依据机构编制定员方案招录职工。全民所有制企业的机构编制定员方案，经公司主管单位审核，按劳动工资管理隶属关系，报同级政府劳动行政部门批准后实施。全民所有制企业的编制定员严格执行，不得超计划增加人员。全民所有制企业跨地区和跨部门调入或调出职工，也需经政府劳动行政部门按有关规定办理调动手续。全民所有制企业非经法定事由，无权开除在编职工。

## 和国有独资公司、国有控股企业的区别
全民所有制企业不同于国有独资公司和国家控股的股份有限公司、有限责任公司（以下简称“国有控股企业”）。全民所有制企业由国家承担无限责任；国有独资公司、国有控股企业都按照《中华人民共和国公司法》注册，实行现代企业管理体制，由控股股东承担有限责任。根据《公司法》管理，主要由董事会和监事会负责，也不能承担行政管理职能。
因此，全民所有制企业的名称，不带“有限责任”或“股份有限”字样，而直接以“公司”结尾，如中国烟草总公司、中国电影集团公司。2017年7月18日，中华人民共和国国务院办公厅印发《中央企业公司制改制工作实施方案》（国办发〔2017〕69号），要求2017年底前，按照《中华人民共和国全民所有制工业企业法》登记、国务院国有资产监督管理委员会监管的中央企业（不含中央金融、文化企业），全部改制为按照《中华人民共和国公司法》登记的有限责任公司或股份有限公司，加快形成有效制衡的公司法人治理结构和灵活高效的市场化经营机制。
改制后的国有独资公司、国有控股企业统一按照相关劳动法律法规签订劳动合同，由身份管理向合同管理和岗位管理转变，打破终身制。形成管理人员能上能下、员工能进能出、收入能增能减的市场化选人用人机制。